# Camp dels Ninots
Koordinaten: 41° 50′ 7″ N, 2° 47′ 54″ O
Camp dels Ninots (katalanisch für „Feld der Puppen“) ist ein ehemaliges Maar und heute eine bedeutende Fossillagerstätte im Nordosten Spaniens. Hier wurden zahlreiche vollständige Skelette von großen Säugetieren, aber auch von Kleinwirbeltieren und Pflanzenreste entdeckt, die im mittleren Pliozän vor 3,2 Millionen Jahren am Ufer eines ehemaligen Sees lebten. Untersuchungen finden seit 2003 statt.

## Lage

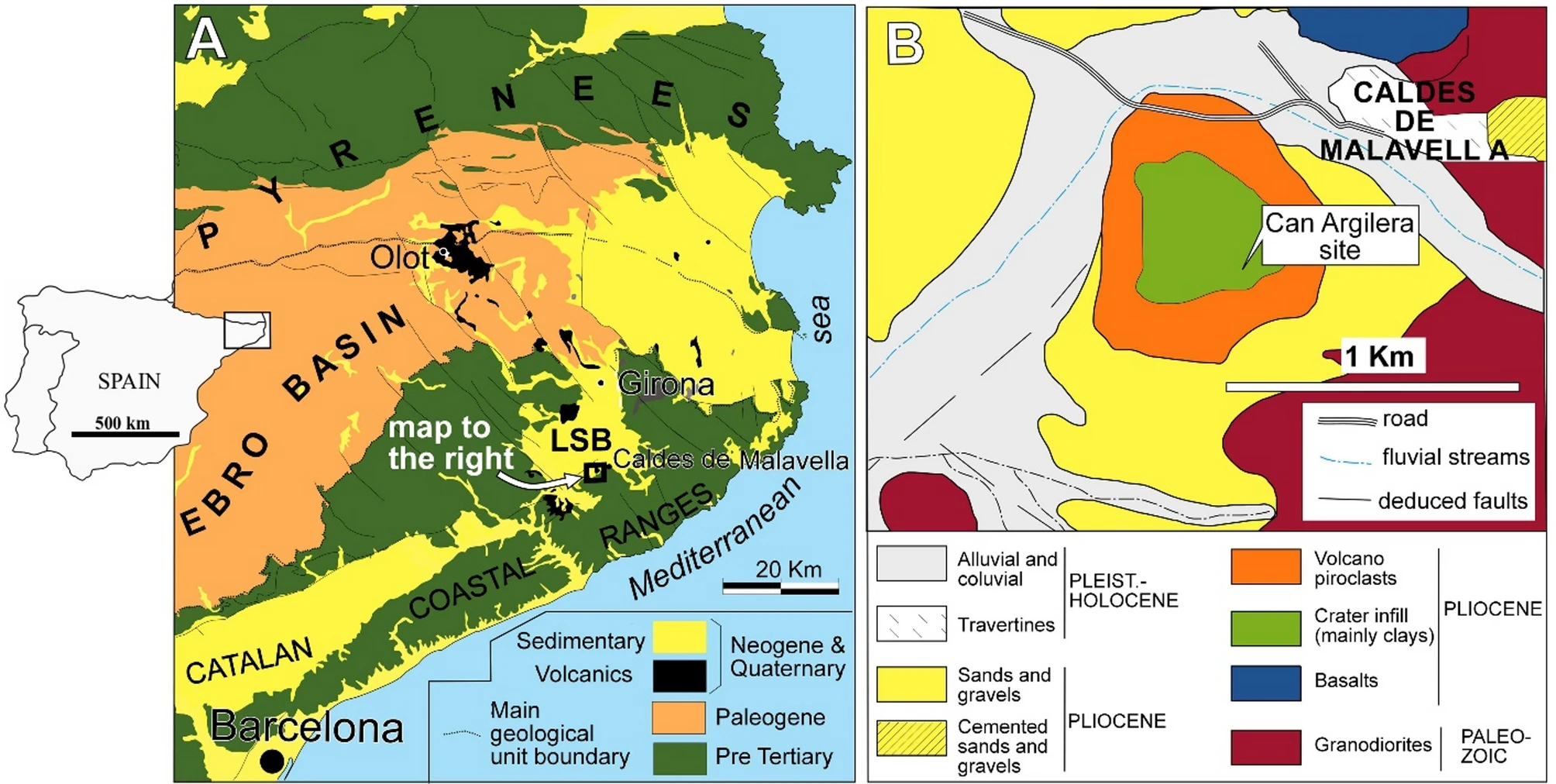
Lage von Camp dels Ninots im nordöstlichen Spanien

Camp dels Ninots ist ein altes Maar im Nordosten Spaniens und befindet sich nahe dem Orte Caldes de Malavella, die nächste Stadt ist Girona in der Verwaltungseinheit Selva. Das gesamte Gebiet ist Teil der La-Selva-Depression, die von den paläozoischen Gesteinsmassiven des Katalanischen Küstengebirges begrenzt wird, das den Weg zur rund 18 km entfernten Mittelmeerküste im Süden versperrt. Der Name des Maars rührt vom Vorkommen von Opalmineralien, die in ihrer Form an kleine Puppen erinnern. In der Umgebung gibt es noch weitere Maare, die zum Katalanischen Vulkankomplex gehören. Vulkanismus setzte hier vor circa 15 Millionen Jahren ein und ruht seit dem Beginn des Holozän. Die Hauptaktivitätszeit war allerdings während des Pliozän und führte zur Bildung ausgedehnter Olivinbasaltströme. Die vulkanischen Ausbrüche waren sowohl explosiver als auch effusiver Natur.

## Geologischer Aufbau

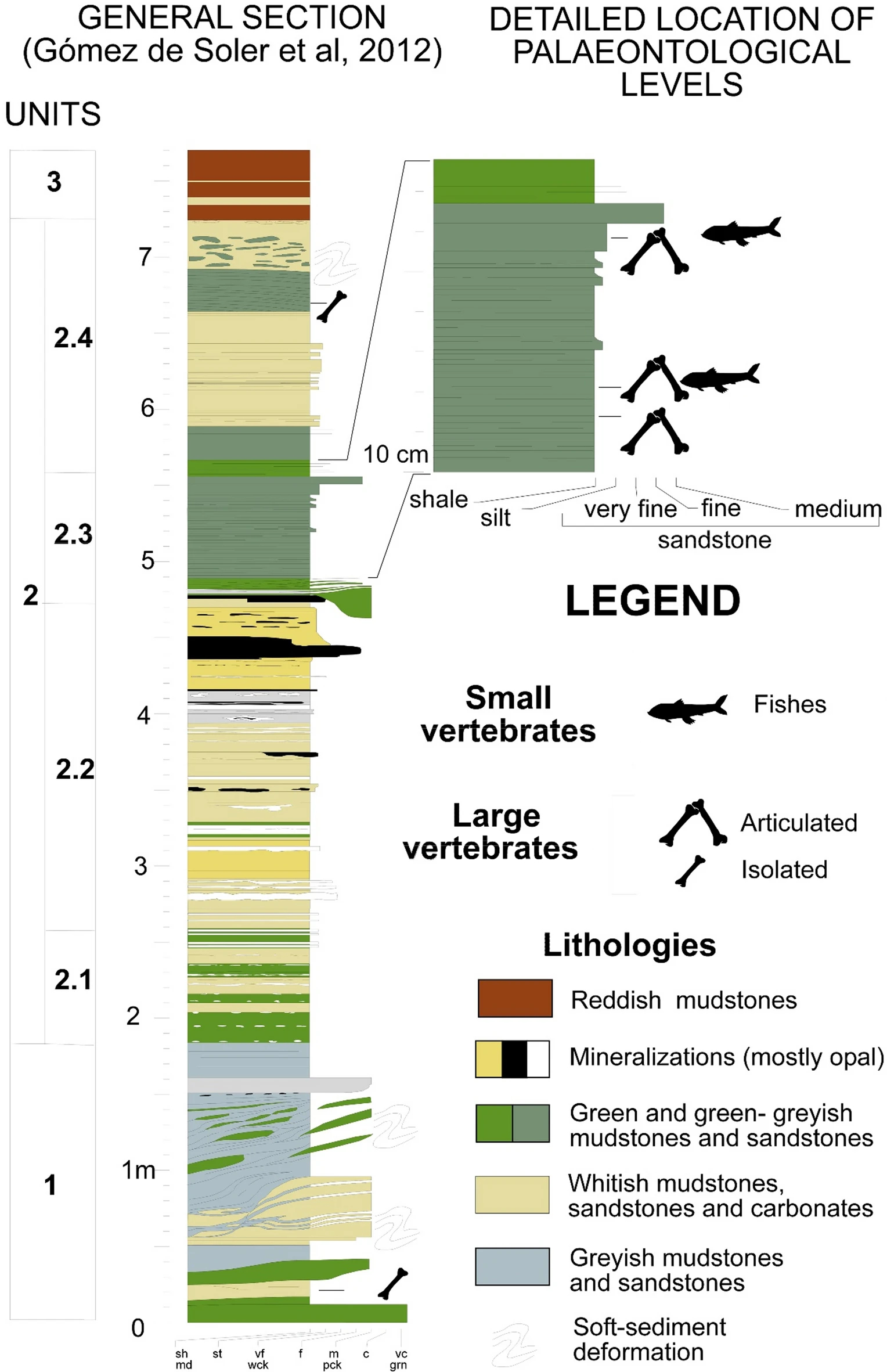
Profilschnitt durch die Maar-Ablagerungen

Das Maar Camp dels Ninots hat eine annähernd ovale Form und erstreckt sich über 900 m in der Nord-Süd-Richtung und 800 m in der Ost-West-Richtung. Es erreicht eine Tiefe von wenigstens 90 m, wobei die Sohle in Granit eingebettet ist. Im oberen Teil zeigt es einen asymmetrischen Aufbau, da im südlichen Bereich der Kraterwall durch weiche Sande gebildet wird, im Norden dagegen durch harte Granite. In der Oberfläche sind die Ränder des Maars aus vulkanischen Pyroklasten geformt, die Senke selbst war ursprünglich mit Wasser gefüllt. Dieser See dehnte sich auf 650 mal 400 m aus und verlandete im Laufe der Zeit. Heute ist die Senke mit Tonen und Mudden gefüllt, welche den Ablagerungsrückstand des ehemals wassergefüllten Maares darstellen. Die relativ einheitliche Füllung des Maares lässt auf ein einmaliges eruptives Ereignis schließen, in dessen Zuge die Senke entstand. Die oberen Bereiche sind auf bis zu 8 m Tiefe aufgeschlossen. Hier haben die Tone und Mudden eine überwiegend gräulich-weiße oder grünliche Färbung. In diese Ton- und Muddeschichten sind vereinzelt Sandsteinlagen eingeschaltet. Die Geologen unterscheiden insgesamt vier Ablagerungseinheiten, von denen die Einheit 2 (von unten gezählt) mit über 5 m Mächtigkeit am deutlichsten ausgeprägt ist. Diese wird wiederum in vier Subeinheiten gegliedert. Fossilfunde fanden sich verstreut in dem gesamten Schichtpaket, aus der Ablagerungseinheit 3, die dem Pleistozän zuzurechnen ist, stammen auch einige Werkzeuge aus Feuerstein, die auf die Anwesenheit des frühen Menschen am Maar Camp dels Ninots verweisen. Die bedeutenden Fossilien und vollständigen Skelette wurden aber im dritten Abschnitt der Einheit 2 entdeckt, der rund 2,5 bis 3,5 m unter der heutigen Oberfläche liegt und überwiegend aus grünlich-grauen Tonen besteht, die von einem Sandsteinblock überlagert sind.

## Funde

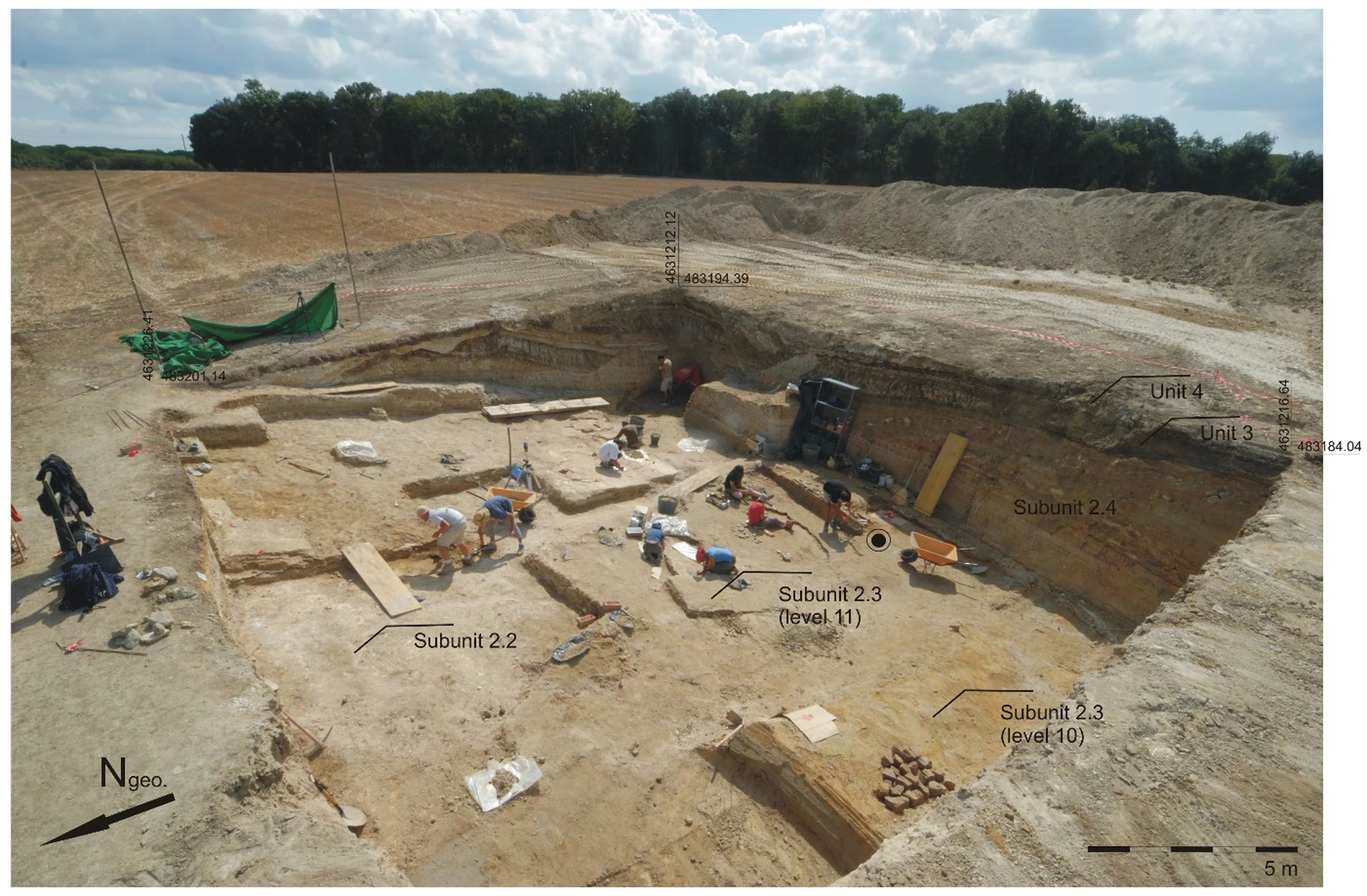
Blick auf die Fundstelle

Alle Funde zeichnen sich durch eine hervorragende Erhaltung aus, die keine Anzeichen von Verwitterung zeigen. Großsäuger kommen generell als artikulierte Skelette vor und liegen in seitlicher Position. Da sie keine Nage- oder Fraßspuren von Kleinsäugern oder Raubtieren zeigen, müssen sie wohl sehr schnell im Wasser versunken und zu sedimentiert sein. Veränderungen am Skelett fanden weitgehend durch tektonische Prozesse im Sinne von Bildung von Rissen und Sedimentrutschungen beim Setzungsprozess der Ablagerungen.

### Flora
Großförmige Pflanzenreste umfassen Abdrücke von Blättern, eingeschlossene Zweige und Fruchtkerne. Die Blätter kommen größtenteils von Lorbeergewächsen, aber auch von der Eiche und Daphnogene polymorpha, die Fruchtkerne sind meist der Erle zuzuweisen. Darüber hinaus sind Reste von Fichte, Kiefer, Tanne, Birke, Zypresse und Haselnuss überliefert. Andere Pflanzen werden durch Heidekräuter, Erdbeerbäume, Besenheide oder Beifuß repräsentiert. Auch Pilze und Protisten wurden gefunden.

### Fauna
Die Überreste der Tiere umfassen bisher Süßwasserfische, Amphibien, Reptilien und Säugetiere und besitzen eine außergewöhnliche Erhaltungsqualität. Bemerkenswerterweise wurden keine Schalen von Mollusken gefunden, was relativ ungewöhnlich für Seeablagerungen ist. Möglicherweise hängt dies mit besonderen abiotischen Prozessen bei der Sedimentbildung zusammen. Wasser in Vulkanmaaren ist häufig sauer bis leicht basisch, was zum Auflösen von Calcit, dem Hauptbestandteil der Muschel- und Schneckenschalen und zur Ausfällung Silikaten führt.

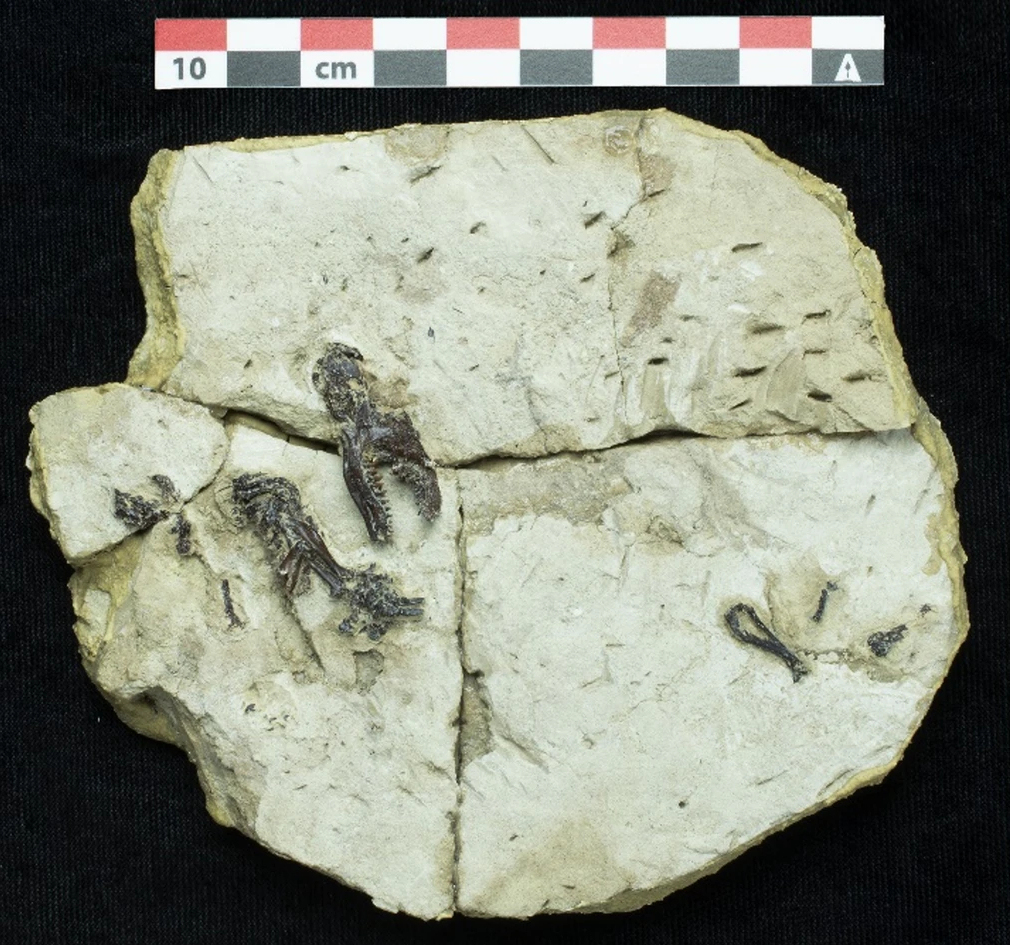
Teilskelett von Vulcanoscaptor aus Camp dels Ninots

Unter den Säugetieren ist bisher der zu den Hornträgern gehörende Alephis tigneresi am häufigsten, der mit 17 Individuen, darunter mehrere vollständige Skelette, nachgewiesen wurde. Diese Art ist mit Parabos verwandt und steht möglicherweise der heutigen Nilgauantilope nahe. Mit einem vermuteten Körpergewicht von rund 500 kg stellt er den größten, nicht zu den eigentlichen Rindern gehörenden Boviden in Europa dar. Des Weiteren wurde der Tapir Tapirus arvernensis mit ebenfalls mehreren vollständigen Skeletten, darunter vier ausgewachsene und nahezu ausgewachsene Individuen sowie ein Neugeborenes, ausgegraben, die ersten vollständigen dieser Art. Zwei genauer analysierte Tiere waren noch mit 188 beziehungsweise 238 einzelnen Knochenelementen überliefert, die zudem kaum oberflächige Verwitterung oder Einfluss von größeren Beutegreifern zeigen. Dieser mittelgroße Tapirvertreter, der mit dem Schabrackentapir nahe verwandt ist, ist ein typischer europäischer Faunenbestandteil des Miozän und Pliozän und hat mit Camp dels Ninots sein südlichstes Auftreten auf diesem Kontinent. Ein weiterer Unpaarhufer stellt das dem Sumatra-Nashorn nahestehende Stephanorhinus jeanvireti dar, ein großer, möglicherweise bis zu 3 t schwerer Vertreter dieser Nashorngattung. Auch hier liegen mehrere Individuen vor, darunter ein nahezu vollständiges Skelett, dem lediglich wegen einer Sedimentstörung die Vorderbeine fehlen. An Kleinsäugern ist unter anderem der Waldmausverwandte Apodemus atavus gefunden worden. Hinzu kommt ein Teilskelett von Vulcanoscaptor aus der Verwandtschaftsgruppe der Neuweltmaulwürfe. Dessen ausgeprägte Struktur der Vordergliedmaßen gibt eine grabende Lebensweise an.
Die Vögel sind bisher mit Enten der Gattung Aythya und mit Kormoranen belegt, des Weiteren auch mit Fasanenartigen. Das Fundmaterial besteht weitgehend nur aus Resten von Flügel- und Beinknochen. Unter den Reptilien sind zwei vollständige Skelette der Spanischen Wasserschildkröte (Mauremys leprosa) zu nennen, deren Schildpanzer zwischen 12 und 25 cm lang ist. Als ungewöhnlich können Panzerreste von Chelydropsis, einem ausgestorbenen Vertreter der Alligatorschildkröten, angesehen werden. Sie gehören zu den jüngsten und den westlichsten europäischen Funden. Amphibien umfassen Schwanzlurche und Frösche. Die Schwanzlurche werden durch die große Gattung Pleurodeles und die kleine Form Lissotriton repräsentiert. Von beiden Gattungen liegen Einzelknochen vor, von Lissotriton auch ein vollständiges, etwa 6 cm langes Skelett. Der Wasserfrosch Pelophylax ist dagegen gleich durch 22 zum Teil gut erhaltene Skelettindividuen nachgewiesen. Ihre Länge variiert zwischen 1,5 und 5,5 cm. Es sind verschiedene Altersstufen belegt. Fehlende Disartikulationen der Skelette lassen vermuten, dass die Tiere eines natürlichen Todes starben. Die Fische sind nur teilweise untersucht, es konnten aber wenigstens drei cypriniden Formen identifiziert werden, darunter die Gattungen Barbus und Leuciscus.

### Altersstellung
Für die Datierung bedeutend sind vor allem der Hornträger Alephis tigneresi und das Nashorn Stephanorhinus jeanvireti. Der Bovide tritt vor allem im frühen Pliozän auf, später wird er durch Leptobos ersetzt. Camp dels Ninots gehört zum letzten Auftreten dieser Hornträgerart. Stephanorhinus jeanvireti hingegen tritt hier erstmals auf und löst das urtümlichere Stephanorhinus megarhinus ab. Demnach sollten die fundführenden Ablagerungen in die Übergangszeit der durch die Säugetierstratigraphie festgelegten Einheiten MN 15 zu MN 16 gehören und nach heutigem Stand rund 3,2 Millionen Jahre alt sein. Alle anderen Fossilien sind bisher weniger aussagefähig.
Paläomagnetische Untersuchungen an den Ablagerungen von Camp dels Ninots ergaben einen Wechsel der Ausrichtung der ferromagnetischen Mineralien von normal (wie heute) zu reverser (umgekehrter) Polarisierung, was mit der Umkehr des Erdmagnetfeldes und dem damit verbundenen Wechsel des Nordpols zum Südpol hin stattfand. Dies ereignete sich in der Erdgeschichte mehrfach. Aufgrund des vermuteten Alters der Ablagerungen kommen aus magnetostratigraphischer Sicht zwei Möglichkeiten in Frage, einerseits das Kaena-Event (3,04 bis 3,11 Millionen Jahre) oder das Mammoth-Event (3,22 bis 3,33 Millionen Jahre) während der Gauß-Epoche, die jeweils eine kurze Umkehr vom damals überwiegend normal polarisierten Zustand zu einem reversen aufzeigten.

### Landschaftsrekonstruktion
Anhand der Pflanzenreste lässt sich ein immergrüner subtropischer Wald mit einem hohen Anteil an Lorbeergewächsen rekonstruieren, der von auf weiche Pflanzennahrung angepassten Pflanzenfressern wie Tapirus arvernensis und Stephanorhinus jeanvireti bewohnt wurde. Die heutigen Tapire bevorzugen feuchtes Klima mit nur geringen jahreszeitlichen Schwankungen. Da Tapire generell eine sehr konservative Säugetiergruppe sind, die in ihrer Stammesgeschichte nur wenige Veränderungen durchliefen, wird eine solche Klimaanpassung auch von den fossilen Vertretern angenommen. Die Anwesenheit des Boviden Alephis tigneresi lässt auch einen gewissen Anteil an offenen Landschaften annehmen, doch war die Art wegen des Zahnbaus kein hochspezialisierter Grasfresser. Der Schwanzlurch Pleurodeles weist darauf hin, dass der Maarsee recht tief gewesen sein muss. Diese Ansichten werden durch Pollenanalysen an den Maarablagerungen bestätigt, denen zufolge eine sehr diverse Flora bestand, die sich aus subtropischen, mediterranen und temperierten Pflanzen zusammensetzte. Die Vegetation bestand unter relativ feuchten, subtropischen Bedingungen. Allerdings kam es im Verlauf der 200.000 Jahre, die bis zur Auffüllung des Maarsees vergingen, zu einer deutlichen Austrocknung des Klimas.

## Forschung

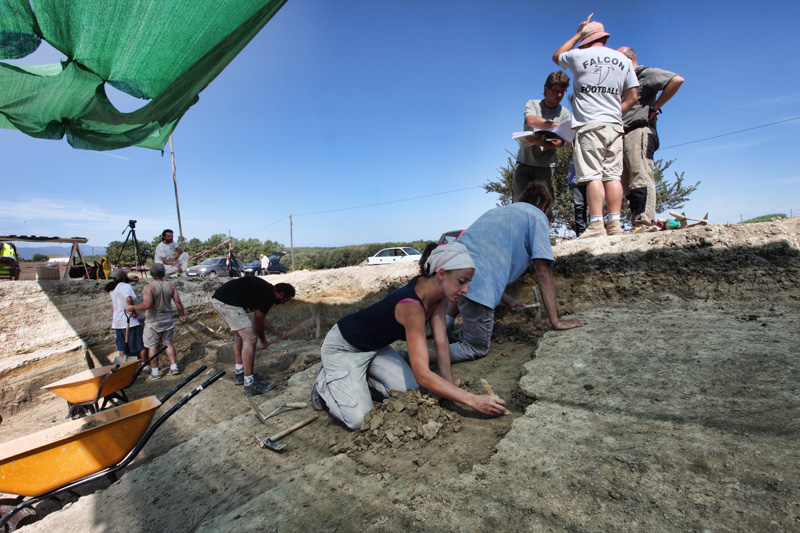
Ausgrabungen im Camp dels Ninots

Erste Untersuchungen in Camp dels Ninots fanden bereits 1882 durch Lluís M. Vidal statt, dessen Schwerpunkt den Ursprung der Sedimente galt. In der Folgezeit fanden nur wenige Arbeiten statt, doch wurde Mitte der 1980er Jahre ein erstes Fossil eines ausgestorbenen Hornträgers beschrieben. Intensivere Untersuchungen begannen 1999, nachdem Mitglieder der  Asociación Arqueológica de Gerona erste Funde aus Feuerstein getätigt hatten. Von 2003 an begannen interdisziplinäre Untersuchungen zur Archäologie und Paläontologie unter der Führung des Institut Català de Paleoecologia Humana i Evolució Social der Universitat Rovira i Virgili von Tarragona, wobei jährliche Grabungskampagnen stattfinden. Die Forscher dringen dabei bis in 5 m Tiefe vor.